# E90 (európai út)
| E 90 |

Az E90 egy A osztályú Nyugat-Kelet irányú Európai út Lisszabon irányából a török-iraki határig. Spanyolországban többek között Mérida, Madrid és Zaragoza városokon, Olaszországban Mazara del Vallo, Palermo és Brindisi, Görögországban Szaloniki, Törökországban Ankara városain halad át.

## Útvonal
Az E 90 5 európai országon halad át és az alábbi 4 helyen szeli át a tengert: Barcelona, (Spanyolország) – Mazara del Vallo, (Olaszország); Messina – Reggio di Calabria; Brindisi – Igumeníca, (Görögország) és Eceabat (Törökország) – Canakkale.

### Portugália
Az E 90 összesen 216 km-t halad Portugáliában, Lisszabonban indul és Elvas után a portugál-spanyol határnál Spanyolországban eléri Badajozt.

### Spanyolország

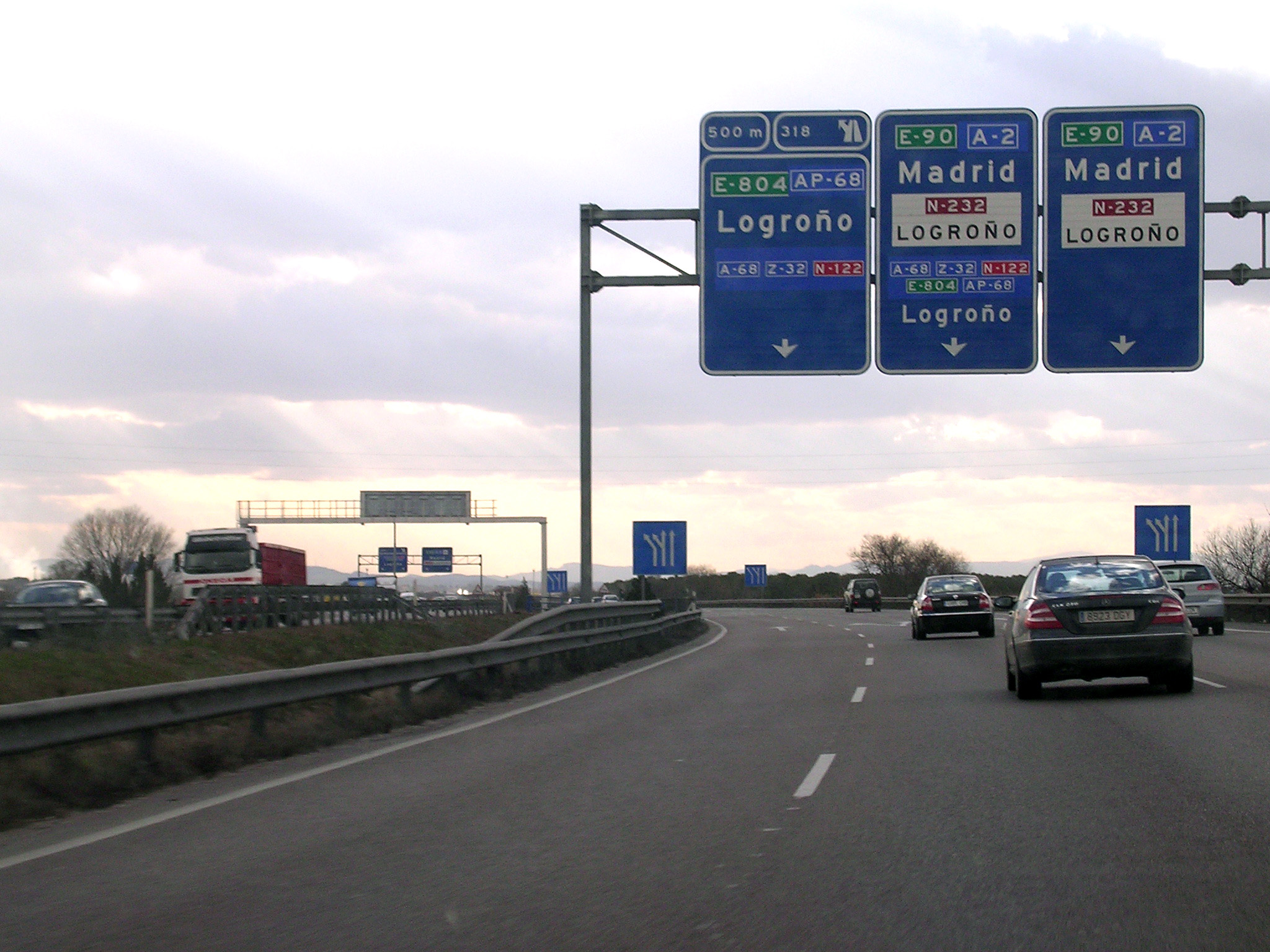
Az E90 Zaragoza közelében

Az E90 mintegy 998 km hosszúságban halad Spanyolországban, az 5 fontos város:
Badajoz, Mérida, Madrid, Zaragoza és végül a keleti parton Barcelona. Innen Mazara del Vallo városába komppal lehet eljutni.

### Olaszország

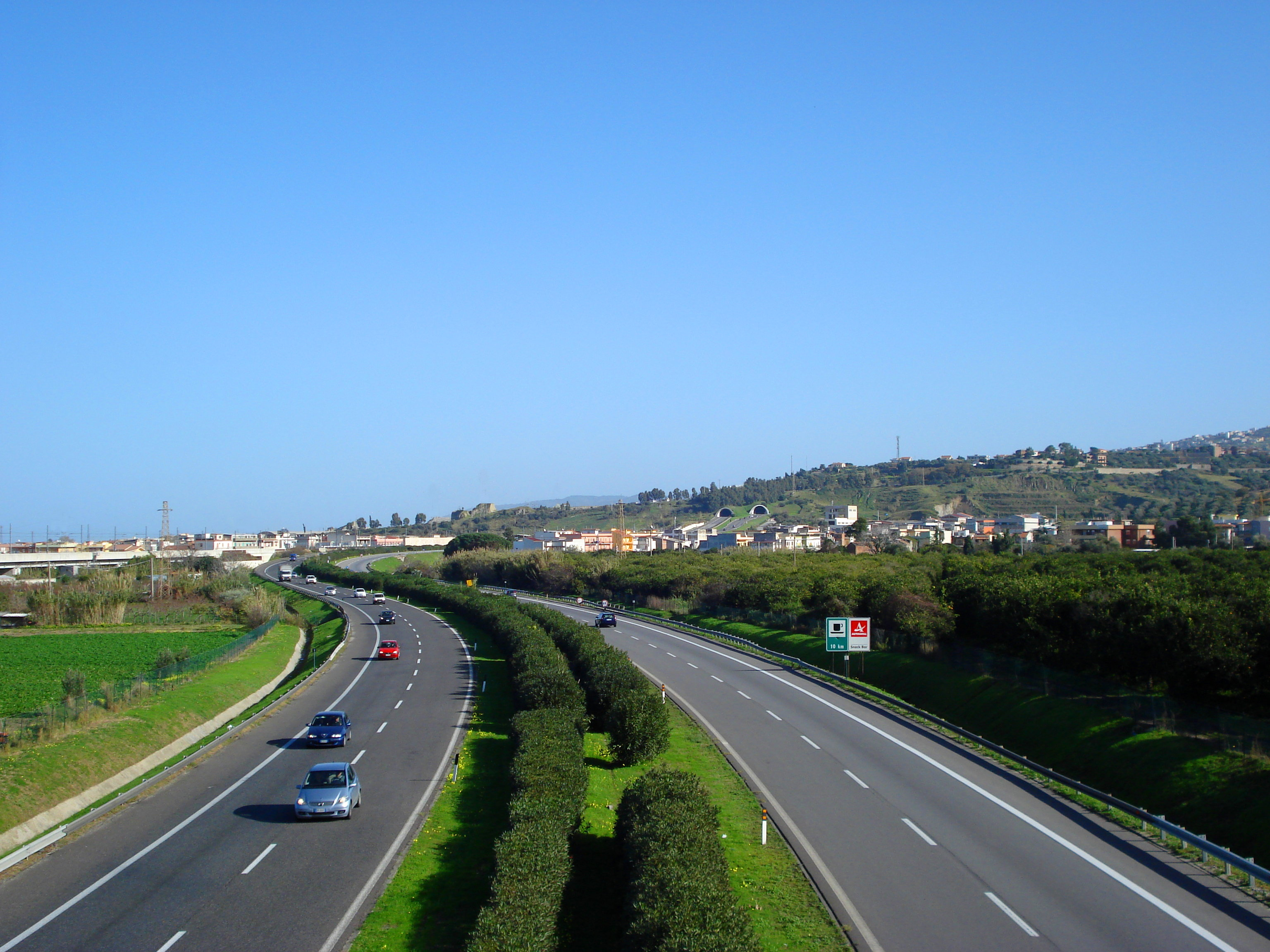
Az E90 Torregrotta közelében Olaszországban

Az E 90 összesen mintegy 900 km távolságot tesz meg Olaszország területén. A fontosabb települések: Palermo, Messina, Reggio di Calabria és Brindisi.

### Görögország

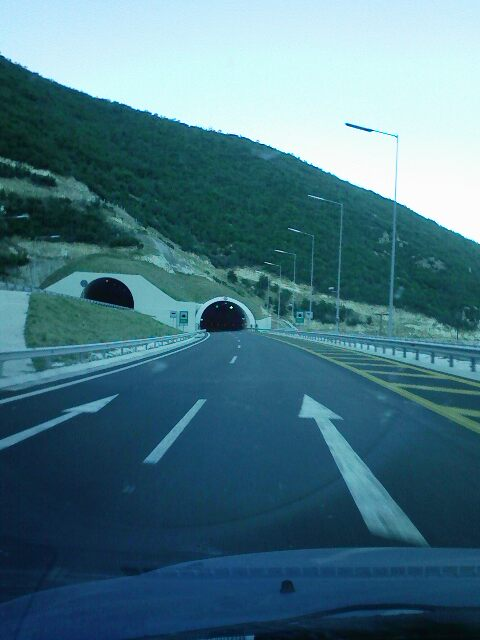
Az E90 Veria közelében

Az E 90 670 km távolságot tesz meg Görögországban, az útvonala:
- Igumeníca – Joánina – Kónica – Veroia  – Szaloniki – Kavala – Alexandroupolis és a török határ Kipoi városnál.

### Törökország
Főbb városok: Eceabat, Ankara, Silopi

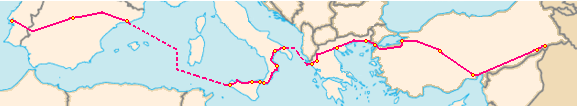
Lisszabon, Badajoz, Madrid, Mérida, Zaragoza, Barcelona, Mazara del Vallo, Palermo, Messina, Reggio di Calabria, Metaponto, Taranto, Brindisi, Igumeníca, Joánina, Thessaloniki, Alexandroupolis, Gelibolu, Bursa, Ankara, Adana, Nusaybin és Khabur